# Малокошелівська сільська рада
Малокошелі́вська сільська́ ра́да — адміністративно-територіальна одиниця та орган місцевого самоврядування в Ніжинському районі Чернігівської області. Адміністративний центр — село Мала Кошелівка.

## Загальні відомості
Малокошелівська сільська рада утворена у 1924 році.
- Територія ради: 31,12 км²
- Населення ради: 450 осіб (станом на 2001 рік)

## Населені пункти
Сільській раді підпорядковані населені пункти:
- с. Мала Кошелівка

## Склад ради
Рада складалася з 14 депутатів та голови.
- Голова ради: Мішура Сергій Миколайович

### Керівний склад попередніх скликань
| Прізвище, ім'я, по батькові  | Основні відомості                                                 | Дата обрання | Дата звільнення |
| ---------------------------- | ----------------------------------------------------------------- | ------------ | --------------- |
| Бородавко Олександр Павлович | Сільський голова, 1962 року народження, освіта вища, безпартійний | 26.03.2006   | 31.10.2010      |
| Бородавко Олександр Павлович | Сільський голова, 1962 року народження, освіта вища               | 31.10.2010   | 05.03.2014      |
| Мішура Сергій Миколайович    | Сільський голова, 1975 року народження, освіта вища, безпартійний | 26.10.2014   |                 |

Примітка: таблиця складена за даними сайту Верховної Ради України

### Депутати
За результатами місцевих виборів 2010 року депутатами ради стали:

#### За суб'єктами висування
| Суб'єкт висування           | Кількість обраних депутатів | %    |
| --------------------------- | --------------------------- | ---- |
| Самовисування               | 12                          | 85,7 |
| Комуністична партія України | 2                           | 14,3 |

#### За округами
| № округу                    | Прізвище, ім'я, по батькові     | Дата визнання обраним | Освіта  | Партійна приналежність            | Відомості про обраного депутата                   |
| --------------------------- | ------------------------------- | --------------------- | ------- | --------------------------------- | ------------------------------------------------- |
| Комуністична партія України |                                 |                       |         |                                   |                                                   |
| 1                           | Третяк Наталія Михайлівна       | 02.11.2010            | середня | член Комуністичної партії України | Малокошелівська бібліотека, завідувач бібліотекою |
| 3                           | Червонюк Галина Адамівна        | 02.11.2010            | вища    | член Комуністичної партії України | Малокошелівський сільський клуб, завідувач клубом |
| Самовисування               |                                 |                       |         |                                   |                                                   |
| 2                           | Трохименко Людимила Іванівна    | 02.11.2010            | середня | позапартійна                      | ПП «Автолюкс», бухгалтер                          |
| 4                           | Колодуб Сергій Миколайович      | 02.11.2010            | середня | позапартійний                     | тимчасово не працює                               |
| 5                           | Шимко Михайло Іванович          | 02.11.2010            | середня | позапартійний                     | пенсіонер                                         |
| 6                           | Дяконенко Михайло Гнатович      | 02.11.2010            | середня | позапартійний                     | пенсіонер                                         |
| 7                           | Мишура Микола Михайлович        | 02.11.2010            | середня | позапартійний                     | санаторій «Пролісок», водій                       |
| 8                           | Бесараб Володимир Никифорович   | 02.11.2010            | вища    | позапартійний                     | АЗС, оператор                                     |
| 9                           | Герасименко Василь Васильович   | 02.11.2010            | середня | позапартійний                     | Ніжинське лісництво, майстер                      |
| 10                          | Бородавко Наталія Михайлівна    | 02.11.2010            | середня | позапартійна                      | Малокошелівська сільська рада, головний бухгалтер |
| 11                          | Шевченко Тетяна Михайлівна      | 02.11.2010            | середня | позапартійна                      | Малокошелівська сільська рада, техпрацівник       |
| 12                          | Сальнікова Валентина Вікторівна | 02.11.2010            | вища    | позапартійна                      | Малокошелівська сільська рада, секретар           |
| 13                          | Мачача Ольга Іванівна           | 02.11.2010            | вища    | позапартійна                      | пенсіонер                                         |
| 14                          | Левченко Сергій Миколайович     | 02.11.2010            | середня | позапартійний                     | ТОВ «Озсссм», охоронник                           |